# Trachylepis ferrarai
Trachylepis ferrarai este o specie de șopârle din genul Trachylepis, familia Scincidae, descrisă de Lanza 1978. Conform Catalogue of Life specia Trachylepis ferrarai nu are subspecii cunoscute.